# Championnats ibéro-américains d'athlétisme 2012
Navigation
Édition précédente Édition suivante
La 15e édition des Championnats ibéro-américains d'athlétisme (en espagnol : XV Campeonato Iberoamericano de Atletismo) se déroule du 8 au 10 juin 2012 à Barquisimeto, au Venezuela.

## Résultats

### Hommes
| 100 m | Alex Quiñónez 10 s 33                                                          | Sandro Viana 10 s 42                                                                     | Carlos Rodríguez 10 s 60                                                                      |
| 200 m | Alex Quiñónez 20 s 34 (NR)                                                     | Aldemir da Silva Júnior 20 s 57                                                          | Sandro Viana 20 s 69                                                                          |
| 400 m | Ânderson Henriques 45 s 59                                                     | William Collazo 45 s 80                                                                  | Arturo Ramírez 45 s 84                                                                        |
| 800 m | Andy González 1 min 46 s 93                                                    | Fabiano Peçanha 1 min 47 s 15                                                            | Tayron Reyes 1 min 48 s 03                                                                    |
| 1 500 m | Leandro de Oliveira 3 min 47 s 76                                              | Alberto Imedio 3 min 48 s 46                                                             | Carlos Díaz 3 min 48 s 50                                                                     |
| 3 000 m | Víctor Aravena 8 min 04 s 46                                                   | Leslie Encima 8 min 04 s 99                                                              | Flávio Seolha 8 min 05 s 64                                                                   |
| 5 000 m | Marvin Blanco 14 min 19 s 89                                                   | Javier Carriqueo 14 min 22 s 12                                                          | Veiga Escobedo 14 min 23 s 36                                                                 |
| 110 m haies | Ignacio Morales 13 s 54                                                        | Héctor Cotto 13 s 69                                                                     | Francisco López 13 s 77                                                                       |
| 400 m haies | Eric Alejandro 49 s 36                                                         | Amauri Valle 49 s 69                                                                     | Hederson Estefani 49 s 71                                                                     |
| 3000 m steeple | José Gregorio Peña 8 min 37 s 67                                               | Marvin Blanco 8 min 45 s 34                                                              | Gladson Barbosa 8 min 50 s 84                                                                 |
| 4 × 100 m | Brésil Carlos Moraes Sandro Viana Nílson André Aldemir da Silva Júnior 38 s 95 | Venezuela Jermaine Chirinos Arturo Ramírez Diego Rivas José Eduardo Acevedo 39 s 01 (NR) | Équateur Jhon Valencia Franklin Nazareno Jhon Tamayo Alex Quiñónez 40 s 83                    |
| 4 × 400 m | Cuba Noel Ruíz Raidel Acea Orestes Rodríguez William Collazo 3 min 0 s 43      | Venezuela Arturo Ramírez Alberth Bravo José Meléndez Omar Longart 3 min 1 s 70           | République dominicaine Gustavo Cuesta John Soriano Winder Cuevas Luguelin Santos 3 min 3 s 02 |
| 20 000 m marche | James Rendón 1 h 26 min 12 s 1                                                 | Moacir Zimmermann 1 h 29 min 15 s 6                                                      | Rubén Abreu 1 h 30 min 9 s 2                                                                  |
| Saut en hauteur | Wanner Miller 2,28 m                                                           | Guilherme Cobbo 2,25 m                                                                   | Diego Ferrín 2,25 m                                                                           |
| Saut à la perche | Germán Chiaraviglio 5,40 m                                                     | Augusto Dutra 5,30 m                                                                     | Yankier Lara Cruz 5,20 m                                                                      |
| Saut en longueur | Georni Jaramillo 8,02 m                                                        | Jean Marie Okutu 7,87 m                                                                  | Rogério Bispo 7,67 m                                                                          |
| Triple saut | Yoandri Betanzos 16,75 m                                                       | Jefferson Sabino 16,70 m                                                                 | Jonathan Henrique Silva 16,48 m                                                               |
| Lancer du poids | German Lauro 20,13 m                                                           | Carlos Véliz 19,97 m                                                                     | Darlan Romani 18,93 m                                                                         |
| Lancer du disque | Germán Lauro 63,55 m                                                           | Ronald Julião 61,67 m                                                                    | Pedro Cuesta 59,77 m                                                                          |
| Lancer du marteau | Roberto Janet 72,74 m                                                          | Wagner Domingos 71,91 m                                                                  | Juan Cerra 70,86 m                                                                            |
| Lancer du javelot | Braian Toledo 77,33 m                                                          | Arley Ibargüen 76,48 m                                                                   | Jaime Marquez 76,48 m                                                                         |
| Décathlon | Luiz Alberto de Araújo 7 772 pts                                               | Anderson Venâncio 7 482 pts                                                              | Tiago Marco 7 338 pts                                                                         |
| Records et Performances - AR : Record continental (area record) - CR : Record des championnats (championship record) - MR : Record du meeting (meet record) - NR : Record national (national record) - OR : Record olympique (olympic record) - PR : Record paralympique (paralympic record) - PB : Record personnel (personal best) - SB : Meilleure performance personnelle de la saison (season's best) - WL : Meilleure performance mondiale de l'année (world leader) - WJR : Record du monde junior (world junior record) - WR : Record du monde (world record) Circonstances et Conditions - DNF : N'a pas terminé (did not finish) - DNS : N'a pas pris le départ (did not start) - DQ : Disqualification (disqualification) - NM : Aucun essai valable enregistré (No Mark) - Q : Qualifié « directement » au prochain tour (ou à la prochaine compétition), lors d'une compétition majeure, grâce au classement ou à la réalisation des minima (automatic qualifier) - q : Qualifié au prochain tour (ou à la prochaine compétition), lors d'une compétition majeure, grâce au repêchage ou à la réalisation de l'une des meilleures performances parmi celles des « non qualifiés directement » (grâce au meilleur temps ou à la meilleure distance par exemple) (secondary qualifier) |                                                                                |                                                                                          |                                                                                               |

### Femmes
| 100 m | Rosângela Santos 11 s 41                                                          | Evelyn dos Santos 11 s 44                                                                         | María Alejandra Idrobo 11 s 53                                                                |
| 200 m | Evelyn Oliveira 22 s 99                                                           | María Idrobo 23 s 20                                                                              | Mariely Sanchez 23 s 26                                                                       |
| 400 m | Daysurami Bonne 52 s 27                                                           | Geisa Coutinho 52 s 66                                                                            | Joelma Sousa 52 s 72                                                                          |
| 800 m | Rosibel García 2 min 03 s 00                                                      | Almaza Blanco 2 min 03 s 29                                                                       | Adriana Muñoz 2 min 03 s 71                                                                   |
| 1 500 m | Adriana Muñoz 4 min 20 s 36                                                       | Andrea Ferris 4 min 20 s 50                                                                       | Sandra López 4 min 21 s 00                                                                    |
| 3 000 m | Tatiele de Carvalho 9 min 20 s 07                                                 | Nadia Rodríguez 9 min 23 s 17                                                                     | Catarina Ribeiro 9 min 26 s 98                                                                |
| 5 000 m | Sandra Lopez 16 min 10 s 77                                                       | Fabiana Cristine da Silva 16 min 12 s 20                                                          | Nadia Rodriguez 16 min 18 s 51                                                                |
| 100 m haies | Eliecit Palacios 13 s 15                                                          | Belkys Milanea 13 s 21                                                                            | Lavonne Idlette 13 s 24                                                                       |
| 400 m haies | Lucimar Teodoro 56 s 99                                                           | Sharolyn Scott 57 s 11                                                                            | Yolanda Valerio 57 s 15                                                                       |
| 3000 m steeple | Yoni Ninahuamán 10 min 24 s 95                                                    | María Mancebo 10 min 28 s 86                                                                      | Eliane Pereira 10 min 44 s 36                                                                 |
| 4 × 100 m | Brésil Geisa Coutinho Lucimar de Moura Evelyn dos Santos Rosângela Santos 43 s 90 | République dominicaine Mariely Sánchez Fany Chalas Marleny Mejías Margarita Manzueta 44 s 04 (NR) | Colombie Eliecit Palacios Alejandra Idrobo Nelcy Caicedo Darlenys Obregón 44 s 42             |
| 4 × 400 m | Brésil Joelma Sousa Jailma de Lima Geisa Coutinho Lucimar Teodoro 3 min 28 s 56   | Cuba Aimée Martínez Daysurami Bonne Rosemarie Almanza Adriana Muñoz 3 min 29 s 13                 | République dominicaine Santa Félix Yolanda Valerio Marleny Mejías Raysa Sánchez 3 min 38 s 48 |
| 10 000 m marche | Arabelly Orjuela 46 min 21 s 69                                                   | Ingrid Hernandez 46 min 48 s 81                                                                   | Milangela Rosales 48 min 10 s 81                                                              |
| Saut en hauteur | Romary Rifka 1,89 m                                                               | Aline Santos 1,84 m                                                                               | Mônica de Freitas 1,81 m                                                                      |
| Saut à la perche | Dailis Caballero 4,50 m                                                           | Karla da Silva 4,10 m                                                                             | Sara Pereira 4,10 m                                                                           |
| Saut en longueur | Eliane Martins 6,55 m                                                             | Macarena Reyes 6,14 m                                                                             | Giselle de Albuquerque 6,14 m                                                                 |
| Triple saut | Susana Costa 13,64 m                                                              | Gisele Lima 13,46 m                                                                               | Gisele Landazury 13,28 m                                                                      |
| Lancer du poids | Geisa Arcanjo 18,84 m                                                             | Natalia Ducó 18,46 m                                                                              | Misleydis Gonzalez 18,03 m                                                                    |
| Lancer du disque | Andressa de Morais 64,21 m (AR)                                                   | Fernanda Borges 57,87 m                                                                           | Karen Gallardo 57,40 m                                                                        |
| Lancer du marteau | Rosa Rodríguez 71,76 m (CR)                                                       | Jennifer Dahlgren 71,23 m                                                                         | Eli Johana Moreno 68,58 m                                                                     |
| Lancer du javelot | Flor Denis Ruiz 58,21 m                                                           | Leryn Franco 57,77 m (NR)                                                                         | Laila Silva 57,14 m                                                                           |
| Heptathlon | Lucimara da Silva 6 160 pts (AR)                                                  | Thaymara Rivas 5 622 pts                                                                          | Tamara de Sousa 5 548 pts                                                                     |
| Records et Performances - AR : Record continental (area record) - CR : Record des championnats (championship record) - MR : Record du meeting (meet record) - NR : Record national (national record) - OR : Record olympique (olympic record) - PR : Record paralympique (paralympic record) - PB : Record personnel (personal best) - SB : Meilleure performance personnelle de la saison (season's best) - WL : Meilleure performance mondiale de l'année (world leader) - WJR : Record du monde junior (world junior record) - WR : Record du monde (world record) Circonstances et Conditions - DNF : N'a pas terminé (did not finish) - DNS : N'a pas pris le départ (did not start) - DQ : Disqualification (disqualification) - NM : Aucun essai valable enregistré (No Mark) - Q : Qualifié « directement » au prochain tour (ou à la prochaine compétition), lors d'une compétition majeure, grâce au classement ou à la réalisation des minima (automatic qualifier) - q : Qualifié au prochain tour (ou à la prochaine compétition), lors d'une compétition majeure, grâce au repêchage ou à la réalisation de l'une des meilleures performances parmi celles des « non qualifiés directement » (grâce au meilleur temps ou à la meilleure distance par exemple) (secondary qualifier) |                                                                                   |                                                                                                   |                                                                                               |

## Tableau des médailles
- Pays hôte

| Rang  | Nation | Or | Argent | Bronze | Total |
| ----- | ------ | -- | ------ | ------ | ----- |
| 1     | BRA    | 14 | 17     | 13     | 44    |
| 2     | CUB    | 8  | 6      | 4      | 18    |
| 3     | COL    | 6  | 3      | 5      | 14    |
| 4     | VEN    | 4  | 4      | 2      | 10    |
| 5     | ARG    | 4  | 3      | 2      | 9     |
| 6=    | ECU    | 2  | 0      | 2      | 4     |
| 6=    | MEX    | 2  | 0      | 2      | 4     |
| 8     | CHI    | 1  | 3      | 2      | 6     |
| 9     | PUR    | 1  | 1      | 1      | 3     |
| 10    | POR    | 1  | 0      | 2      | 3     |
| 11    | PER    | 1  | 0      | 0      | 1     |
| 12    | DOM    | 0  | 2      | 6      | 8     |
| 13    | ESP    | 0  | 2      | 2      | 4     |
| 14=   | CRC    | 0  | 1      | 0      | 1     |
| 14=   | PAN    | 0  | 1      | 0      | 1     |
| 14=   | PAR    | 0  | 1      | 0      | 1     |
| 17    | MOZ    | 0  | 0      | 1      | 1     |
| Total | Total  | 44 | 44     | 44     | 132   |